# Symplecta fenestrata
Symplecta fenestrata är en tvåvingeart som först beskrevs av de Meijere 1913.  Symplecta fenestrata ingår i släktet Symplecta och familjen småharkrankar. Inga underarter finns listade i Catalogue of Life.